# Queso ahumado

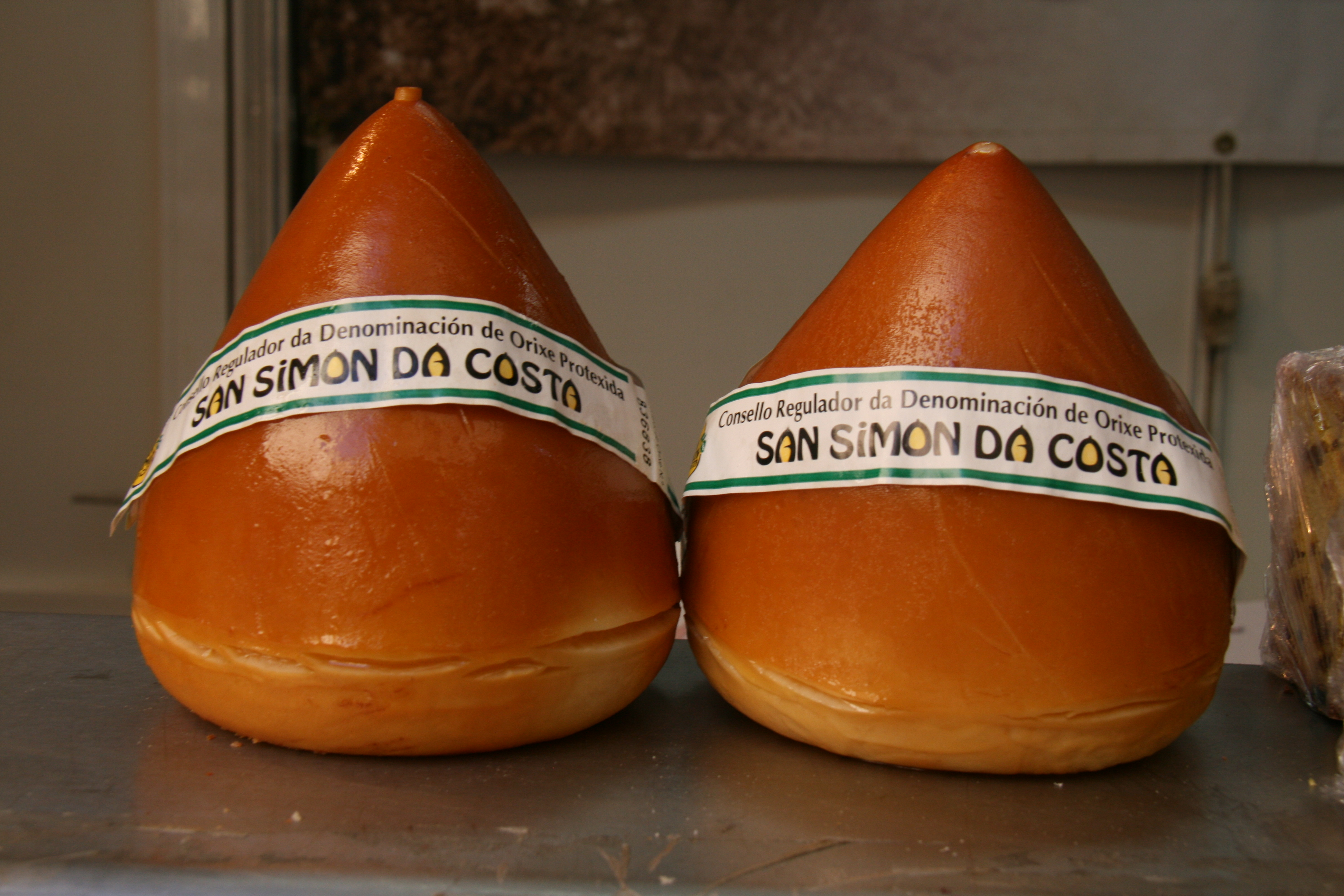
Queso San Simón da Costa.

El queso ahumado hace referencia a aquel queso que es tratado bajo el procedimiento del ahumado. Suele tener una corteza exterior de color marrón amarillento, como resultado del proceso de ahumado.
El ahumado se hace en frío o en caliente. El método frío (que puede necesitar hasta un mes, según la variedad) ahúma el queso a entre 20 y 30°C. El caliente cocina parcial o completamente el queso a temperaturas de 35 a 90 °C. Otro método de «curación» empleado en quesos más baratos es el empleo de humo líquido para darles un sabor y color a humo, lo que proporciona una apariencia exterior similar al del ahumado tradicional.
Son quesos ahumados por definición el San Simón da Costa, el Oštiepok, el Applewood y el Rauchkäse, mientras otros como el gruyer, el gouda, la mozzarella, la scamorza y el cheddar cuentan con variedades ahumadas.
- Wikimedia Commons alberga una categoría multimedia sobre Queso ahumado.

- Datos: Q2632885
- Multimedia: Smoked cheeses / Q2632885